# Vassouras (microregio)
Vassouras is een van de 18 microregio's van de Braziliaanse deelstaat Rio de Janeiro. Zij ligt in de mesoregio Metropolitana do Rio de Janeiro en grenst aan de microregio's Barra do Piraí, Vale do Paraíba Fluminense, Itaguaí, Rio de Janeiro, Serrana en Três Rios. De microregio heeft een oppervlakte van ca. 1.555 km². In 2006 werd het inwoneraantal geschat op 161.990.
Zes gemeenten behoren tot deze microregio:
- Engenheiro Paulo de Frontin
- Mendes
- Miguel Pereira
- Paracambi
- Paty do Alferes
- Vassouras

Mesoregio's: Baixadas Litorâneas · Centro Fluminense · Metropolitana do Rio de Janeiro · Noroeste Fluminense · Norte Fluminense · Sul Fluminense

Microregio's: Bacia de São João · Baía da Ilha Grande · Barra do Piraí · Campos dos Goytacazes · Cantagalo-Cordeiro · Itaguaí · Itaperuna · Lagos · Macacu-Caceribu · Macaé · Nova Friburgo · Rio de Janeiro · Santa Maria Madalena · Santo Antônio de Pádua · Serrana · Três Rios · Vale do Paraíba Fluminense · Vassouras